# Sierra Blanca Peak
Der Sierra Blanca Peak ist der höchste Berg (3652 m) in der Sierra Blanca, einer Bergkette in den Sacramento Mountains in New Mexico.
Der Berg liegt auf dem Gebiet der Mescalero Apache, ist diesem Volk heilig und darf deswegen nicht betreten werden.
In der Sprache der Mescalero heißt der Berg Dziãgais'â-ní (Heiliger Berg).